# Muro di scudi

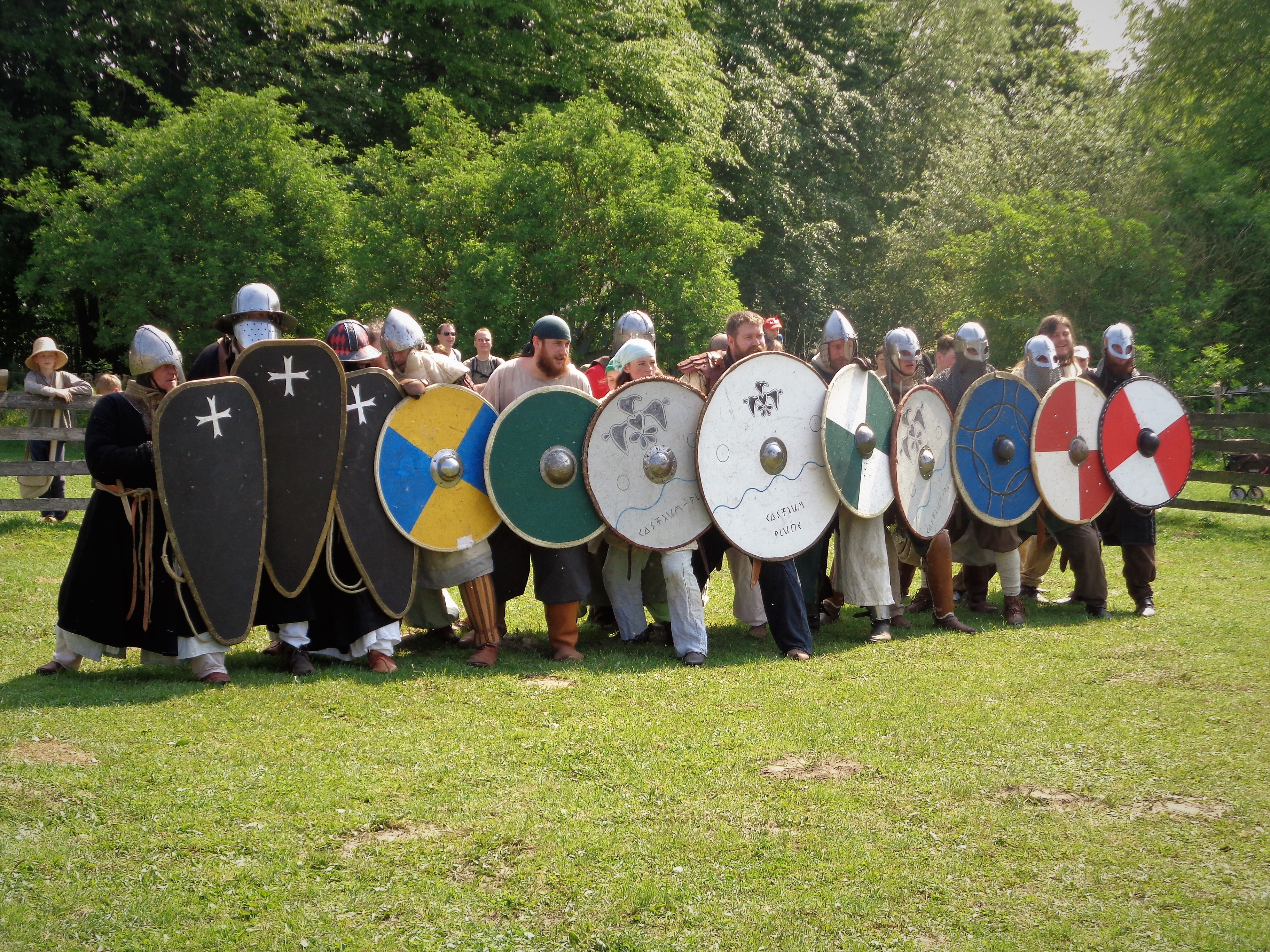
Attori coinvolti nella ricostruzione di un muro di scudi durante una festa medievale in Germania

Il muro di scudi (in anglosassone scieldweall o bordweall; in norreno skjaldborg) era una formazione tipica vichinga che consisteva in un corpo di guerrieri posizionati abbastanza vicini da sovrapporre i loro scudi in modo da proteggersi a vicenda formando una barriera compatta. Le immagini sulla stele di Stora Hammar provenienti dall'isola di Gotland mostrano scudi più piccoli che si sovrappongono per meno di un quarto della loro larghezza, quindi è ragionevole pensare che il posizionamento variasse a seconda delle circostanze, e forse diversi gruppi erano organizzati in diversi skjaldborg che si sostenevano a vicenda, mentre altre unità coglievano l'opportunità di posizionarsi da sole e attaccare di sorpresa.
La ferocia del combattimento ravvicinato vichingo è attestata nelle cronache medievali nella ricostruzione della battaglia di Brunanburh, in una combinazione di due muri di scudi, che alternano lance e armi corte per sfondare le file nemiche da dietro in un'offensiva a testa di cinghiale, dove la velocità era la chiave della vittoria. Altre battaglie in cui è attestata la formazione a muro di scudi sono quelle di Ashdown e Marton nell'871. Nella battaglia di Corbridge del 918, è attestata la formazione di quattro divisioni di muro di scudi, ma una fu tenuta nascosta come rinforzo.
Anche re Harald III di Norvegia applicò questo sistema difensivo nella battaglia di Stamford Bridge, organizzando le sue forze in una formazione circolare priva di profondità, mentre i ranghi posteriori di questa formazione erano chiusi insieme con scudi allo stesso modo di quelli anteriori.